# Kevin Aiston
Kevin Aiston (ur. 25 maja 1969 w Londynie)  – polsko-angielski prezenter telewizyjny i radiowy, osobowość telewizyjna. Rozpoznawalność zyskał dzięki występom w telewizyjnym talk-show Europa da się lubić w TVP2.

## Życiorys
Od czwartego roku życia wychowywał się w domach dziecka. Kiedy miał 17 lat, wstąpił do Royal Navy. Z zawodu jest kucharzem. W Anglii pracował dorywczo jako fotoreporter dla BBC London.
W 1991 przyjechał do Polski z zamiarem zwiedzenia kraju, postanowił tu jednak osiąść na stałe. Początkowo pracował jako nauczyciel języka angielskiego, później wraz z przyjacielem, Brianem Goode otworzył biuro tłumaczeń o nazwie The English Office.

## Kariera
W 2002 został obsadzony w programie Europa da się lubić, w którym występował do końca jego emisji i któremu zawdzięcza swoją popularność. W 2004, wraz ze Steffenem Möllerem, otrzymał (po zdobyciu 118 tys. głosów) Telekamerę „Tele Tygodnia” w kategorii Osobowość w rozrywce.
Przez trzy lata pracował w Radiu Dla Ciebie i w Programie III Polskiego Radia, w którym prowadził codzienny program Kevin sam w Polsce. Współprowadził (z Maciejem Dowborem) teleturniej Euroquiz w TVP2. Zagrał kilka ról serialowych: Andy’ego w Świętej wojnie, strażaka Sama w Na dobre i na złe oraz Richarda Peacocka w Codziennej 2 m. 3. Występuje też jako artysta kabaretowy.
Zajmuje się działalnością charytatywną, zwłaszcza skierowaną do dzieci z domów dziecka. Nagrał z Lerkiem, Nowatorem i Martą Wiśniewską kolędę dla Caritasu.
W 2005 ukazał się jego kalendarz pomyślany jako pomoc do nauki języka angielskiego. W 2007 wydał podręcznik  Angielski z Kevinem.
W latach 2009–2010 występował w Ziarnie w TVP1. Od 2009 prowadzi przeciwpożarowe rozmowy prewencyjne z dziećmi w przedszkolach w całej Polsce. Od września 2011 prowadzi autorski program Strażak z OSP w TVR.
Od lipca 2019 w Mielcu prowadzi restaurację „Kuchnia Kevina”. Od grudnia tego samego roku współprowadzi (z Tomaszem Łępą) audycję kulinarną Kewin od Kuchni – prosto z Mielca w Radio Leliwa. 
Jest licencjonowanym ochroniarzem, pracował m.in. dla jednej z warszawskich firm i dowodził ochronie klubu Stodoła. Był radnym w Radzyminie.

## Życie prywatne
Był dowódcą sekcji i Członkiem Zarządu Ochotniczej Straży Pożarnej w Radzyminie, a także Członkiem Polskiego Czerwonego Krzyża, ratownikiem KSRG i krwiodawcą. Należy do Stowarzyszenia Komendantów i Dowódców w Waszyngtonie. Był Ambasadorem Kompanii Przeciwpożarowej Ogólnokrajowej w Wielkiej Brytanii w latach 2008–2010.
Trzykrotnie żonaty. Jego drugą żoną została Marianna Dąbrowska, a trzecią Aleksandra Jędrzejewska. Ma pięć córek (dwie ostatnie z trzecią żoną): Chelsea (adoptowana, ur. 1990), Chantelle (ur. 1991) i Chelsea Zuzannę (ur. 2005), Julię (ur. 2012) oraz Ninę Marię (ur. 2014). W Polsce przebywał jako rezydent, pozostając obywatelem Wielkiej Brytanii. Od 2023 jest obywatelem polskim. Mieszka i pracuje w Mielcu.
Jest kibicem drużyny piłkarskiej Chelsea F.C.

## Odznaczenia
Opracowano na podstawie materiału źródłowego.
- Srebrny Medal „Za Zasługi dla Pożarnictwa”
- Brązowy Medal „Za Zasługi dla Pożarnictwa”
- Odznaka „Strażak Wzorowy”
- Odznaka „Za wysługę lat”